# Thylactus kinduensis
Thylactus kinduensis là một loài bọ cánh cứng trong họ Cerambycidae.